# Municipio de Arcola
El municipio de Arcola (en inglés: Arcola Township) es un municipio ubicado en el condado de Douglas en el estado estadounidense de Illinois. En el año 2010 tenía una población de 3312 habitantes y una densidad poblacional de 23,79 personas por km².

## Geografía
El municipio de Arcola se encuentra ubicado en las coordenadas 39°42′22″N 88°17′17″O / 39.70611, -88.28806. Según la Oficina del Censo de los Estados Unidos, el municipio tiene una superficie total de 139.19 km², de la cual 138,89 km² corresponden a tierra firme y (0,21 %) 0,3 km² es agua.

## Demografía
Según el censo de 2010, había 3312 personas residiendo en el municipio de Arcola. La densidad de población era de 23,79 hab./km². De los 3312 habitantes, el municipio de Arcola estaba compuesto por el 85,75 % blancos, el 0,27 % eran afroamericanos, el 0,18 % eran amerindios, el 0,91 % eran asiáticos, el 11,29 % eran de otras razas y el 1,6 % eran de una mezcla de razas. Del total de la población el 28,08 % eran hispanos o latinos de cualquier raza.